# Tadeusz Kukiz
Tadeusz Kukiz (ur. 9 maja 1932 w Dębowicach w województwie tarnopolskim, zm. 14 maja 2015 we Wrocławiu) – polski lekarz, popularyzator historii i kultury Kresów.

## Życiorys
Urodził się 9 maja 1932 w Dębowicach w województwie tarnopolskim w rodzinie przodownika Policji Państwowej w II Rzeczypospolitej, Mariana Kukiza i jego żony Anny. W dzieciństwie mieszkał w Uwinie, Łopatynie, Narajowie i Zborowie w województwie tarnopolskim. W 1940 r. jego ojciec został aresztowany przez NKWD, a w czerwcu 1941 r. zamordowany w więzieniu Brygidki we Lwowie w ramach masakr więziennych NKWD. 13 kwietnia 1940 został z matką i siostrą zesłany do północno-wschodniego Kazachstanu, skąd powrócił w 1946 i zamieszkał w Jasionie koło Prudnika. Ukończył I Liceum Ogólnokształcące w Prudniku. W latach 1951–1957 studiował medycynę, najpierw na Uniwersytecie Palackiego w Ołomuńcu, później na akademiach medycznych w Zabrzu, Lublinie i Warszawie.
Przez prawie trzydzieści lat kierował oddziałem chorób wewnętrznych w szpitalu w Niemodlinie i kierował tamtejszym Kołem Polskiego Towarzystwa Lekarskiego. Ogłosił kilkanaście artykułów w profesjonalnej prasie medycznej.
Od początku działalności Towarzystwa Miłośników Lwowa i Kresów Południowo-Wschodnich współuczestniczył w pracach organizacyjnych, popularyzując historię i kulturę Kresów (prelekcje i wywiady, m.in. w Radiu Wrocław i Opole). Na łamach czasopism ogłaszał szkice poświęcone dziejom kilku miejscowości, z którymi związana była jego rodzina. Aktywnie uczestniczył w działalności Związku Sybiraków.
Przez wiele lat zajmował się losami obrazów maryjnych, przywiezionych po II wojnie światowej z archidiecezji lwowskiej oraz diecezji przemyskiej i łuckiej do Polski w nowych granicach. Prace na ten temat ogłaszał w prasie krajowej i polonijnej („Spotkania z Zabytkami”, „Semper Fidelis”, „Wrocławskie Wiadomości Kościelne”, „Kresy Literackie”, „Gość Niedzielny”, „Rocznik Lwowski”, „Wołanie z Wołynia”, londyński „Dziennik Polski i Dziennik Żołnierza” i in.).
Był członkiem Towarzystwa Przyjaciół Książki (oddział opolski) i Koła Miłośników Ekslibrisu we Wrocławiu.
W 2012 został uhonorowany przez ministra kultury i dziedzictwa narodowego Brązowym Medalem „Zasłużony Kulturze Gloria Artis”. W 2013 otrzymał nagrodę Kustosz Pamięci Narodowej.
Tadeusz Kukiz został pochowany na Cmentarzu Ducha Świętego we Wrocławiu, nabożeństwo żałobne koncelebrował ksiądz Tadeusz Isakowicz-Zaleski.

## Życie rodzinne
Ojciec polskiego muzyka, aktora i polityka Pawła Kukiza.

## Publikacje
- Tadeusz Kukiz: Madonny Kresowe i inne obrazy sakralne z Kresów w diecezji gliwickiej. 1997. Brak numerów stron w książce
- Tadeusz Kukiz: Madonny Kresowe i inne obrazy sakralne z Kresów w diecezji opolskiej. 1998. Brak numerów stron w książce
- Tadeusz Kukiz: Wołyńskie Madonny i inne obrazy sakralne z diecezji łuckiej. 1998. Brak numerów stron w książce
- Tadeusz Kukiz: Madonny Kresowe i inne obrazy sakralne z Kresów w archidiecezji wrocławskiej i w diecezji legnickiej. Wrocław: 1999. ISBN 83-88301-19-5. Brak numerów stron w książce
- Tadeusz Kukiz: Madonny Kresowe i inne obrazy sakralne z Kresów w diecezjach Polski (poza Śląskiem). Część I. Wrocław: 2000. ISBN 83-88301-92-6. Brak numerów stron w książce
- Tadeusz Kukiz: Madonny Kresowe i inne obrazy sakralne z Kresów w diecezjach Polski (poza Śląskiem). Część II. 2001. Brak numerów stron w książce